# Бадија Калавена
Бадија Калавена (итал. Badia Calavena) је насеље у Италији у округу Верона, региону Венето.
Према процени из 2011. у насељу је живело 1678 становника. Насеље се налази на надморској висини од 449 м.

## Становништво
Према резултатима пописа становништва 2011. у општини је живело 2.661 становника.
| 1931. | 1936. | 1951. | 1961. | 1971. | 1981. | 1991. | 2001. | 2011. |
| ----- | ----- | ----- | ----- | ----- | ----- | ----- | ----- | ----- |
| 3.396 | 3.221 | 3.415 | 2.473 | 1.891 | 2.001 | 2.186 | 2.373 | 2.661 |

## Партнерски градови
- Адлкофен